# Calceta
Calceta – miasto położone w zachodnim Ekwadorze, w prowincji Manabí. Stolica kantonu Bolívar.

## Linki zewnętrzne

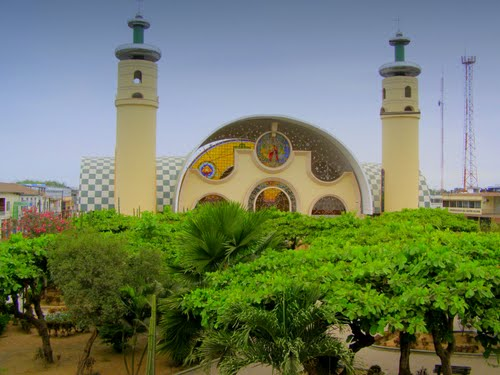
Park Centralny w Calceta